# Luleå SK
Luleå Sportklubb (kurz Luleå SK) ist ein Sportverein aus Luleå in Schweden.

## Geschichte
Der Verein wurde am 22. Oktober 1915 im Café Lundgren in Storgatan gegründet. Ein Jahr später gründete sich am 26. November 1916 die Bandyabteilung.

## Abteilungen

### Bandy
Nach der Gründung am 26. November 1916 spielte die Bandymannschaft des Luleå SK am 3. Dezember 1916 gegen den IFK Boden und gewann das Spiel mit 7:1. 1922 gewann der Verein seinen ersten nationalen Titel. Bis zum Abstieg 1967 gewann der Verein insgesamt 19 nationale Titel sowie fünf Juniorentitel. Seit 2007 spielt der Verein nur noch unterklassig und pendelt zwischen den Ligen vier und sechs.

### Eishockey
Bis 1977 spielte man beim Luleå SK auch Eishockey, bevor sich die Mannschaft abspaltete und gemeinsam mit der Mannschaft vom IFK Luleå 1979 den Verein Luleå HF zu bilden.

### Fußball
Die Fußballabteilung war vorrangig durch seine Frauenmannschaft bekannt. Diese spielten kurzzeitig in der zweithöchsten Division für Frauen. Die Mannschaft wurde 2009 jedoch komplett neu strukturiert und besteht heute vorwiegend aus Nachwuchsspielerinnen mit einem Durchschnittsalter von 15,5 Jahren. Die Trainer sind Robert Abrahamsson und Urban Ståhl Brust. Seine Heimspiele trägt der Verein im Hertsö IP in Luleå aus. Der Verein, der im Norrbottens Fotbollförbund Mitglied ist, gewann 2009 den Midnattsolscupen (Midnight Sun Cup).
2007 spielten die Herren in der Division IV und den Damen in der Division VI. 2010 spielten die Männer Division III und die Damen in der Division IV.

### Wintersport
Der Wintersport gilt als einer der Schwerpunkte in der Vereinsarbeit. So gewann Vereinsmitglied Konrad Pettersson 1927 den Wasalauf, die größte Skilanglaufveranstaltung Skandinaviens. Schon 1925 und 1926 gewannen zwei Mitglieder des Vereins die Schwedischen Einzelmeisterschaften im Skispringen. 1925 Karl Edfast und 1926 Viktor Dahlén. Ebenfalls gewann Sven Johansson 1926 den Titel bei den Nordischen Kombinierern.

## Bekannte Vereinsmitglieder
- Karl Edfast (Skispringer)
- Anton Andersson (Fußballspieler)